# Фридрих Кристоф фон Мансфелд
Фридрих Кристоф фон Мансфелд (на немски: Friedrich Christoph von Mansfeld; Friedrich Christoph von Mansfeld-Hinterort; * 4 февруари 1564; † 5 април или 6 април 1631 в Айзлебен) е граф на Мансфелд-Хинтерорт.
Той е третият син на граф Йохан I (Ханс) фон Мансфелд-Хинтерорт († 1567) и втората му съпруга принцеса Маргарета фон Брауншвайг-Люнебург-Целе († 1596), дъщеря на херцог Ернст I фон Брауншвайг-Люнебург († 1546) и принцеса София фон Мекленбург-Шверин († 1541). Внук е на граф Албрехт VII фон Мансфелд-Хинтерорт († 1560) и Анна фон Хонщайн-Клетенберг († 1559).
Брат е на Ернст VI (IV), граф на Мансфелд-Хинтерорт († 7 април 1609), Анна София († 7 април 1601), Елизабет († 12 април 1596) и Мария фон Мансфелд († 3 март 1633).
Фридрих Кристоф фон Мансфелд-Хинтерорт умира на 5 април 1631 г. в Айзлебен на 67 години и е погребан там в църквата Св. Анна.

## Фамилия
Фридрих Кристоф фон Мансфелд-Хинтерорт се жени ок. 1610 г. за Агнес фон Еверщайн–Масов (* 1584; † 1626), дъщеря на граф Волфганг II фон Еверщайн-Масов (* 1538; † 15 март 1592) и съпругата му графиня Анна фон Липе (* 1551; † май 1614), дъщеря на граф Бернхард VIII fon Липе († 1563) и Катарина фон Валдек († 1583). Те имат четири деца:
- Мария Сибила фон Мансфелд-Хинтерорт (* 7 юли 1608; † 29 март 1642), омъжена за фрайхер Йохан Хайнрих фон Шьонбург-Ремзе (* 21 септември 1589; † 1 август 1651), син на фрайхер Волф III фон Шьонбург-Глаухау (1536 – 1612)
- Ернст Лудвиг фон Мансфелд-Хинтерорт (* 6 юни 1605; † 9 април 1632 в Айзлебен), граф на Мансфелд-Хелдрунген, женен на 10 юни 1627 г. в Гера за графиня Агнес Ройс фон Гера (* 17 април 1600; † 1 февруари 1642), дъщеря на Хайнрих II/XXIX Ройс фон Плауен (1572 – 1635), няма наследник
- Кристиан Фридрих фон Мансфелд-Хинтерорт (* 18 октомври 1615; † 20 декември 1666), граф и господар на Мансфелд, женен на 8 март 1649 г. в Щернберг в Мекленбург за графиня Мария Елизабет фон Липе-Детмолд (* 6 май 1611; † 12/13 декември 1667), дъщеря на граф Симон VII фон Липе-Детмолд († 1627), няма деца
- Йохан Албрехт фон Мансфелд-Хинтерорт (* 15 октомври 1615; † 1634)